# Mare Nectaris
Das Mare Nectaris (lateinisch für „Nektarmeer“) ist ein kleines Mondmeer in einem Einschlagkrater auf dem Erdmond. Es entstand vor 3,8–3,9 Mrd. Jahren. Die pränektarische und die nektarische Periode der Lunaren Zeitskala wurden nach diesem Mare benannt. 
Das Mondmeer befindet sich auf den selenographischen Koordinaten 15° S; 35° E und hat einen mittleren Durchmesser von 340 km. Rupes Altai bildet die südwestliche Begrenzung des Einschlagbeckens Mare Nectaris. Im Osten grenzt es an das Gebirge Montes Pyrenaeus. Das Gestein hat eine Dicke von 1 km. Der größte Krater innerhalb der äußeren Grenzen des Einschlagbeckens ist der Fracastorius-Krater im Süden. Die größten Krater in der zentralen Ebene des Mondmeeres sind Rosse und Daguerre. Am nordwestlichen Rand liegen die größeren Krater Mädler, Theophilus und Cyrillus. Am westlichen Rand liegen die Krater Beaumont und Catharina. Am östlichen bis nördlichen Rand liegen die Krater Bohnenberger, Gaudibert, Capella und Isidorus.